# Pain Mahalleh-ye Gildeh
Pain Mahalleh-ye Gildeh (em persa: پائين محله گيلده, também romanizada como Pā’īn Maḩalleh-ye Gīldeh; também conhecida como Gīldeh-e Pā’īn e Pā’īn Maḩalleh-ye Geldeh) é uma aldeia do distrito rural de Dehgah, situada no condado de Astaneh-ye Ashrafiyeh, na província de Gilan, no Irã. Segundo o censo de 2006, sua população era de 473, em 144 famílias.